# Hyalophlebia
Hyalophlebia is een geslacht van haften (Ephemeroptera) uit de familie Leptophlebiidae.

## Soorten
Het geslacht Hyalophlebia omvat de volgende soorten:
- Hyalophlebia demoulini
- Hyalophlebia dentifera
- Hyalophlebia patriciae
- Hyalophlebia seydeli